# 成文法
成文法（せいぶんほう）とは、権限を有する機関によって文字によって表記される形で制定されている法である。文字による表記がされていないが法として存在する不文法に対置される概念。制定法ともいう。

## 概要
国民が法を知ることは為政者にとって必ずしも好ましいことではない。国民が自己の権利を主張し、また為政者の理非を知りえることになるからである。
このような観点から、古代にあっては、為政者は意図的に法の成文化（法典化、codification）を回避した。
しかし、国民の権利というものが意識されるに至り、法は原則として成文法であるべきとの要請が強くなった。
近現代にあっては、一般に、刑罰法規と租税法規は必ず成文法でなくてはならないという原則が認められている（罪刑法定主義、租税法律主義の一内容）。
- 成文法主義（ドイツ・フランス）
- 不文法主義（イギリス・アメリカ）
  - 習慣法
  - 判例法

## 判例法主義
成文法とは違い判例が法源となるのが判例法であり、それを法体系の重要な構成要素とするのが判例法主義である。イギリス・アメリカなどのコモン・ローの国では、裁判官による判例を第一次的な法源とし、裁判において先に同種の事件に対する判例があるときはその判例に拘束されるとする判例法主義の立場をとっている。ただし、一見矛盾しているようだが成文法を否定しているわけではなく、成文法が存在する場合には成文法の規定が優先する。